# Communauté de communes de la Haute Vallée de l'Ognon
La communauté de communes de la Haute Vallée de l'Ognon (CCHVO) est une ancienne communauté de communes située dans le département de la Haute-Saône en France.
La CCHVO a fusionné avec la Communauté de communes des mille étangs dont elle a repris le nom. (2017).

## Historique
La communauté de communes a été créée par un arrêté préfectoral du 22 décembre 2003.
Dans le cadre des dispositions de la loi portant nouvelle organisation territoriale de la République (Loi NOTRe) du 7 août 2015, qui prévoit que les établissements publics de coopération intercommunale (EPCI) à fiscalité propre doivent avoir un minimum de 15 000 habitants (et 5 000 habitants en zone de montagnes), le préfet de la Haute-Saône a présenté en octobre 2015 un projet de révision du SDCI qui prévoit notamment la scission de la communauté de communes des mille étangs, comptant légèrement plus de 4 000 habitants, dont certaines communes seraient intégrées à la communauté de communes du Pays de Luxeuil (CCPLx) et les autres communes la CCHVO,,.
Dans ce cadre, le SDCI définitif, approuvé par le préfet le 30 mars 2016, a prévu l'extension :
- de la CCPLx aux communes de Raddon-et-Chapendu, Saint-Bresson et Sainte-Marie-en-Chanois, regroupant alors 15 944 habitants ;
- de la CCHVO aux communes d'Amage, Amont-et-Effreney, Beulotte-Saint-Laurent, Corravillers, Esmoulières, Faucogney-et-la-Mer, La Bruyère, La Longine, La Montagne, La Proiselière-et-Langle, La Rosière, La Voivre et Les Fessey, soit 8 797 habitants[5].

Le 1er janvier 2017, elle fusionne avec la communauté de communes des mille étangs (sauf trois communes qui rejoignent la communauté de communes du Pays de Luxeuil).

## Territoire communautaire

### Géographie

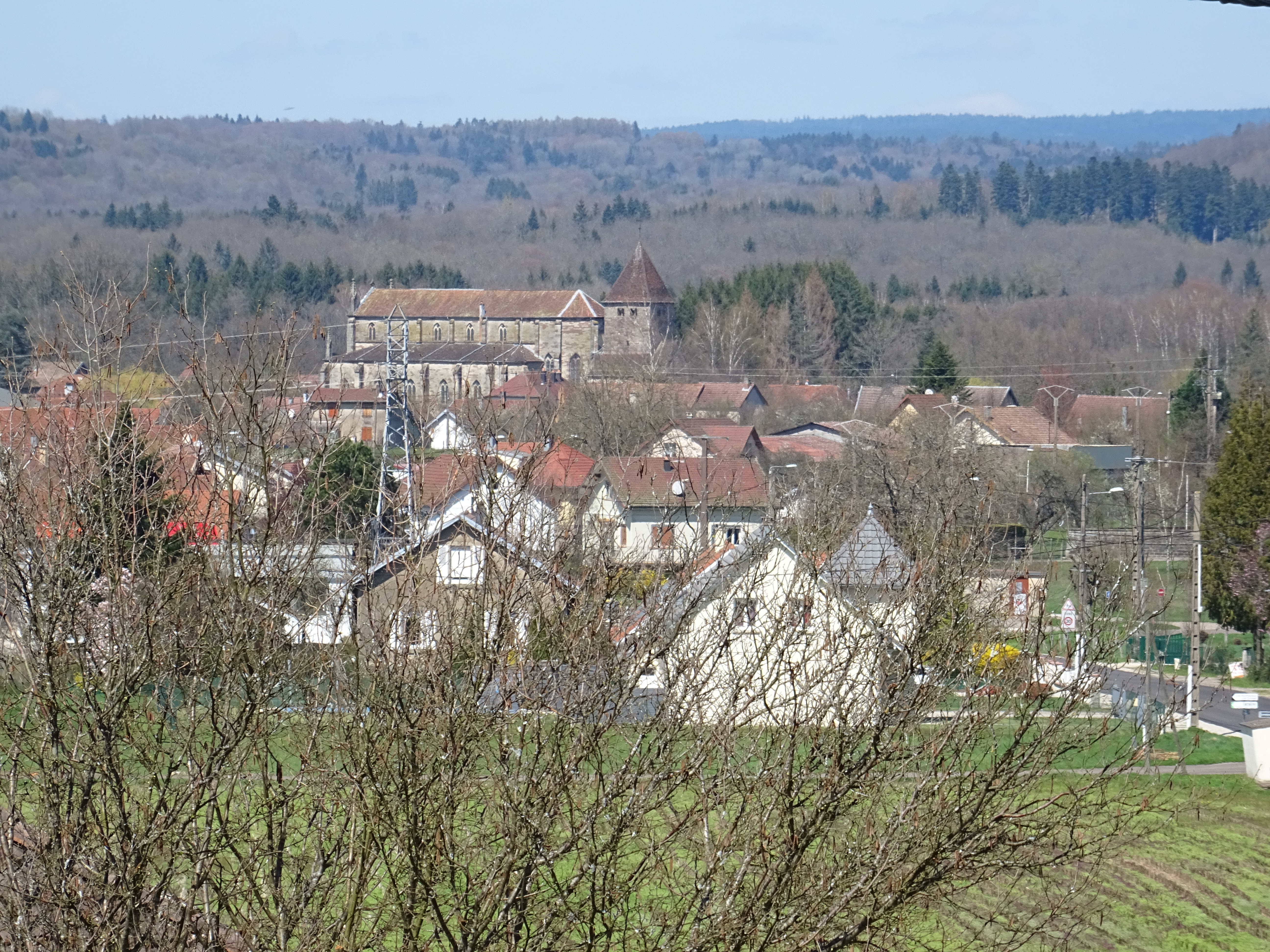
Vue générale de Mélisey.

La communauté de communes de la Haute-Vallée de l'Ognon est située au Nord-Est de la Haute-Saône, dans l'arrondissement de Lure.
Elle fait partie :
- du Pays des Vosges Saônoises ;
- de la Région des Mille étangs ;
- du parc naturel régional des Ballons des Vosges.

La haute vallée de l'Ognon est une zone rurale de moyenne montagne, encaissée entre la région des Mille étangs et les Vosges. Le paysage est marqué par de nombreuses forêts abritant une faune et une flore remarquable, et parfois rarissime avec par exemple quelques cassenoix mouchetés et des grands coqs de bruyère.
La CCHVO compte le plus haut village de la Haute-Saône : Belfahy, situé à 950 mètres d'altitude.

### Composition
L'intercommunalité regroupe, au 1er janvier 2017, les 25 communes suivantes :
| Nom                            | Code Insee | Gentilé                    | Superficie (km2) | Population (dernière pop. légale) | Densité (hab./km2) |
| ------------------------------ | ---------- | -------------------------- | ---------------- | --------------------------------- | ------------------ |
| Amage                          | 70011      | Amageois                   | 6,54             | 349 (2014)                        | 53                 |
| Amont-et-Effreney              | 70016      |                            | 16,83            | 167 (2014)                        | 9,9                |
| Belfahy                        | 70061      | Belfahots                  | 3,07             | 79 (2014)                         | 26                 |
| Belmont                        | 70062      |                            | 4,50             | 132 (2014)                        | 29                 |
| Belonchamp                     | 70063      | Blanchenets                | 6,87             | 216 (2014)                        | 31                 |
| Beulotte-Saint-Laurent         | 70071      | Beulottais                 | 14,20            | 69 (2014)                         | 4,9                |
| La Bruyère                     | 70103      | Breuillorés                | 6,32             | 208 (2014)                        | 33                 |
| Corravillers                   | 70176      | Corrévrots                 | 11,20            | 193 (2014)                        | 17                 |
| Écromagny                      | 70210      | Écromagnons                | 6,80             | 151 (2014)                        | 22                 |
| Esmoulières                    | 70217      | Mourérots                  | 20,11            | 99 (2014)                         | 4,9                |
| Faucogney-et-la-Mer            | 70227      | Falconiens                 | 14,14            | 561 (2014)                        | 40                 |
| Les Fessey                     | 70233      |                            | 5,54             | 145 (2014)                        | 26                 |
| Fresse                         | 70256      | Fressais                   | 27,15            | 743 (2014)                        | 27                 |
| Haut-du-Them-Château-Lambert   | 70283      | Haut-du-Themois-Chaitelots | 25,16            | 437 (2014)                        | 17                 |
| La Lanterne-et-les-Armonts     | 70295      | Lanterniers                | 9,89             | 201 (2014)                        | 20                 |
| La Longine                     | 70308      | Longinois                  | 12,40            | 234 (2014)                        | 19                 |
| Mélisey                        | 70339      | Mélizéens                  | 20,67            | 1 679 (2014)                      | 81                 |
| La Montagne                    | 70352      | Montaignions               | 12,61            | 39 (2014)                         | 3,1                |
| Montessaux                     | 70361      | Montessorés                | 3,05             | 167 (2014)                        | 55                 |
| La Proiselière-et-Langle       | 70425      |                            | 7,06             | 148 (2014)                        | 21                 |
| La Rosière                     | 70453      | Roserains                  | 9,00             | 80 (2014)                         | 8,9                |
| Saint-Barthélemy               | 70459      |                            | 13,46            | 1 147 (2014)                      | 85                 |
| Servance-Miellin               | 70489      | Serançois                  | 52,60            | 849 (2014)                        | 16                 |
| Ternuay-Melay-et-Saint-Hilaire | 70498      | Tugnerots                  | 25,74            | 525 (2014)                        | 20                 |
| La Voivre                      | 70573      | Voivrais                   | 11,87            | 142 (2014)                        | 12                 |

### Démographie
| 1968  | 1975  | 1982  | 1990  | 1999  | 2008  | 2013  |
| ----- | ----- | ----- | ----- | ----- | ----- | ----- |
| 7 549 | 7 249 | 6 992 | 6 509 | 6 198 | 6 504 | 6 350 |

### Équipements
Musée de la Montagne

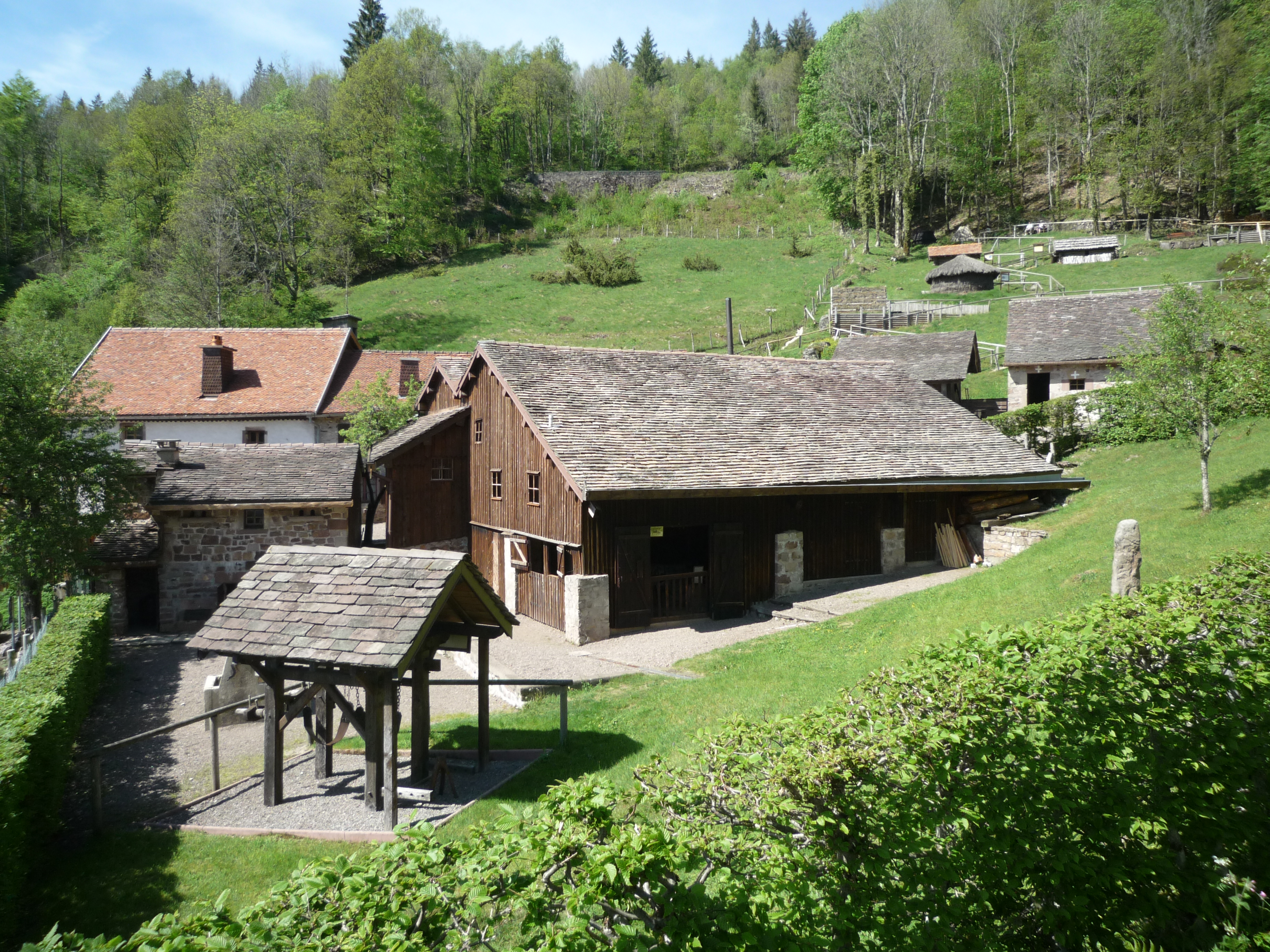
Parc du musée de la montagne.

Le musée de la Montagne, à Château-Lambert évoque la vie en milieu rural au début du XIXe siècle. Y sont présentés entre autres une maison montagnarde typique, une école, les métiers du bois, de l'artisanat et de la mine.
Hébergement
Les communes de la CCHVO comptent de nombreux campings, gîtes ruraux et maisons d'hôtes.

## Organisation

### Siège
Le siège de l'intercommunalité est situé à Mélisey, 14 Place du marché.

### Élus
La communauté de communes est administrée par un conseil communautaire constitué, pour la mandature 2014-2020, de 35 délégués représentant chacune des 13 communes membres, répartis sensiblement en fonction de l'importance de leur population, soit : 

- Communes de 1 à 99 habitants : 1 titulaire et son suppléant ;
- Communes de 100 à 549 habitants : 2 titulaires :
- Communes de 550 à 799 habitants : 3 titulaires ;
- Communes de 799 à 999 habitants :  4 titulaires ;
- Communes de 999 à 1199 habitants : 5 titulaires ;
- Communes de 1200 à 1499 habitants : 6 titulaires ;
- Au-delà de 1500 habitants :  7 titulaires[7].

Le conseil communautaire du 24 avril 2014 a élu son nouveau président, Régis Pinot, maire de Mélisey, et ses 3 vice-présidents, qui sont : 
1. Gilles Martinet, maire de La Lanterne-et-les-Armonts, chargé des finances, de la fiscalité, SPANC, des ordures ménagères, de l’économie ;
2. Sylvie Coutherut, maire-adjointe de Saint-Barthélemy, et depuis 2015, conseillère départementale de Mélisey,  chargée de la jeunesse, petite enfance, de la culture, du tourisme et du logement ;
3. René Demange, maire de Montessaux, chargé de l’urbanisme, des travaux, la communication, des Nouvelles Technologies, du Système d’Information Géographique et du déploiement du Très haut débit[8].

Le bureau communautaire du mandat 2014-2020 est constitué du président, des vice-présidents, et de Jean-Jacques Stoecklin (Belfahy), Michel Seguin (Belmont), Vincent Sarre (Belonchamp), Stéphane Corberand (Ecromagny), Alain Dague (Fresse), Hubert Claudel (Haut-du-Them Château-Lambert), Sylviane Valdenaire (Haut-du-Them Château-Lambert), Jean-Claude Tachet (Miellin), Henri Saintigny (Servance), Bernard Vernier (Servance), Jean Pernot (Ternuay).

### Présidents
| Période                                  | Période | Identité        | Étiquette | Qualité                                                            |
| ---------------------------------------- | ------- | --------------- | --------- | ------------------------------------------------------------------ |
| Les données manquantes sont à compléter. |         |                 |           |                                                                    |
| 2004                                     | 2008    | Daniel Cuynet   |           | Conseiller municipal de Melisey                                    |
| 2008                                     | 2014    | Henri Saintigny |           | Maire de Servance (2008 → 2017) Maire de Servance-Miellin (2017 →) |
| 2014                                     | 2017    | Régis Pinot     | PRG       | Maire de Mélisey (2008 → )                                         |

### Compétences
L'intercommunalité exerce les compétences qui lui ont été transférées par les communes membres, dans les conditions déterminées par le code général des collectivités territoriales. Il s'agit de :
- Développement économique : actions en faveur du développement touristique (promotion de sites, aménagement de sentiers de randonnée, participation financière au fonctionnement de l'Office de Tourisme...), actions en faveur de l'emploi et de l'insertion…
- Aménagement de l'espace : élaboration et mise en œuvre du Programme global de développement, mise en place d'un Système d'information géographique, documents d'urbanisme (Plans locaux d'urbanisme ou cartes communales)…
- Protection et mise en valeur de l'environnement : collecte des ordures ménagères, suivi de la mise en place de Natura 2000 sur le plateau des 1000 Étangs, plan paysage, service public d'assainissement non collectif  et réhabilitation des décharges…
- Politique du logement et du cadre de vie : création et aménagement d'une aire d'accueil des gens du voyage, OPAH , aide pour le maintien à domicile des personnes âgées...
- Culture, Sport et Éducation : équipements sportifs créés ou réhabilités par la CCHRV, offre périscolaire et petite enfance, espace public numérique , participation financière aux événements culturels (Musique et Mémoire  notamment), soutien financier aux activités extra-scolaires durant les vacances organisées par les CLSH, les Francas…
- Communication visant à promouvoir le territoire et les projets de la CCHVO[10].

### Régime fiscal et budget
La Communauté de communes est un établissement public de coopération intercommunale à fiscalité propre.
Afin d'assurer la réalisation de ses compétences, la communauté de communes perçoit une fiscalité additionnelle aux impôts locaux des communes, sans fiscalité professionnelle de zone et sans fiscalité professionnelle sur les éoliennes.
Afin de financer ce service, elle collecte une redevance d'enlèvement des ordures ménagères.

## Projets et réalisations

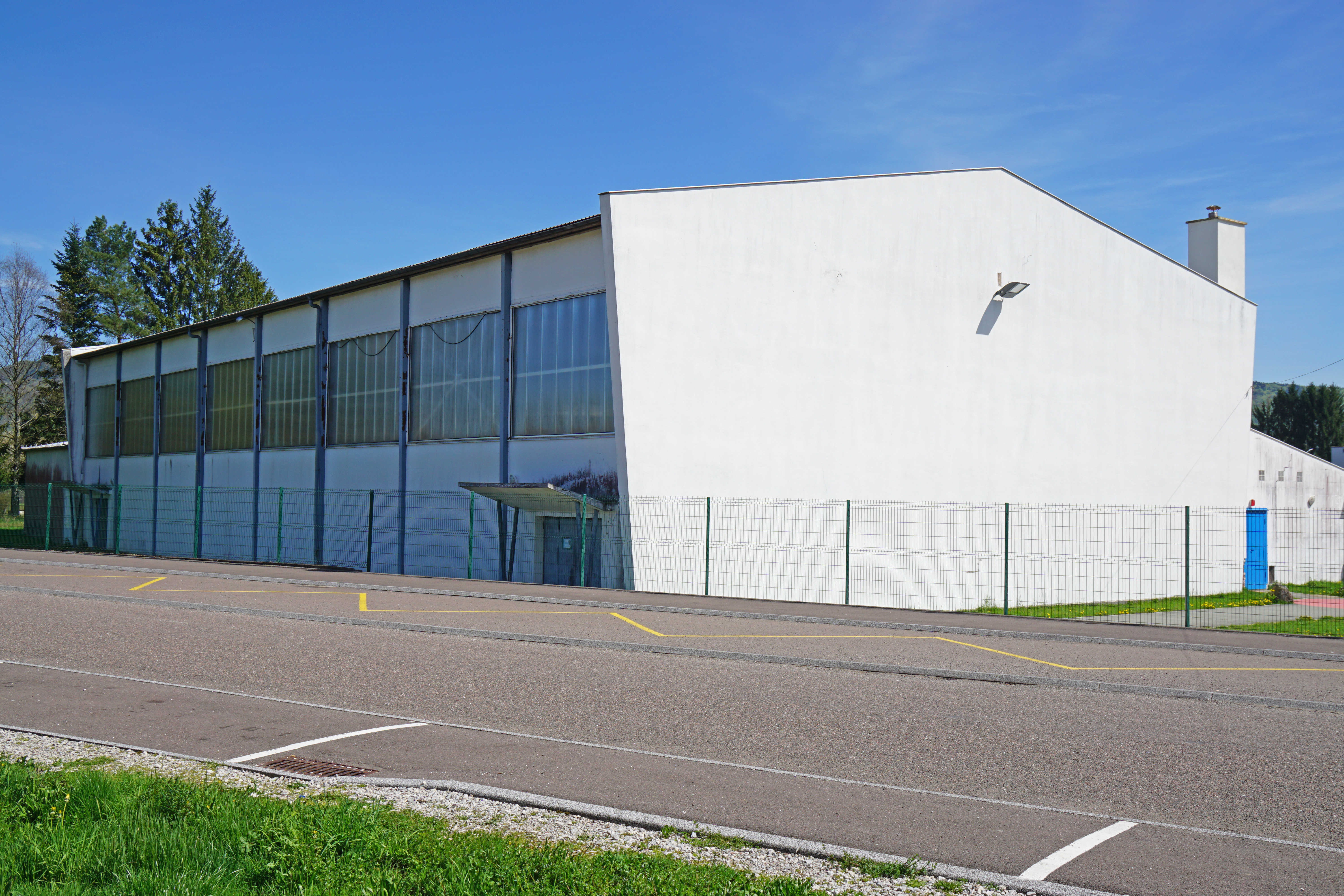
Le gymnase des Mille Etangs.

- Création de quatre pôles d'accueil périscolaire (à partir de 2013)
- Création d'une aire d'accueil des gens du voyage (à venir)
- Réhabilitation du gymnase des Mille Etangs (2012)
- Mise à jour de document d'urbanisme et du Plan Paysage (en cours)
- Système d'information Géographique (SIG) (en cours)
- Réhabilitation de la salle Maurice-Giboulet (2010)
- Réhabilitation des décharges (2009)
- Service Public d'Assainissement non Collectif (SPANC) (en service depuis 2007)
- Création de sentiers de randonnées (2007) et valorisation de la randonnée itinérante (2012)
- Ouverture de points de vue (2006)
- Plan Global de Développement (2004)

### Sport
Le territoire de la CCHVO offre de nombreuses possibilités de loisirs sportifs. Une vingtaine circuits de randonnées ont ainsi été créés par la communauté de communes en partenariat avec l'office de tourisme de Melisey. Ils permettent de découvrir les sites naturels préservés et le patrimoine architectural rural à pied, à vélo, à cheval ou même à raquette.
La zone de la Praille, à Melisey, dispose par ailleurs d'une piscine en plein air et d'un terrain de mini-golf. Cette zone de loisirs offre en outre de nombreuses possibilités de loisirs et de détente : jeux pour enfants, terrains de basket et de volley, chemin de promenade, aires de pique-nique...

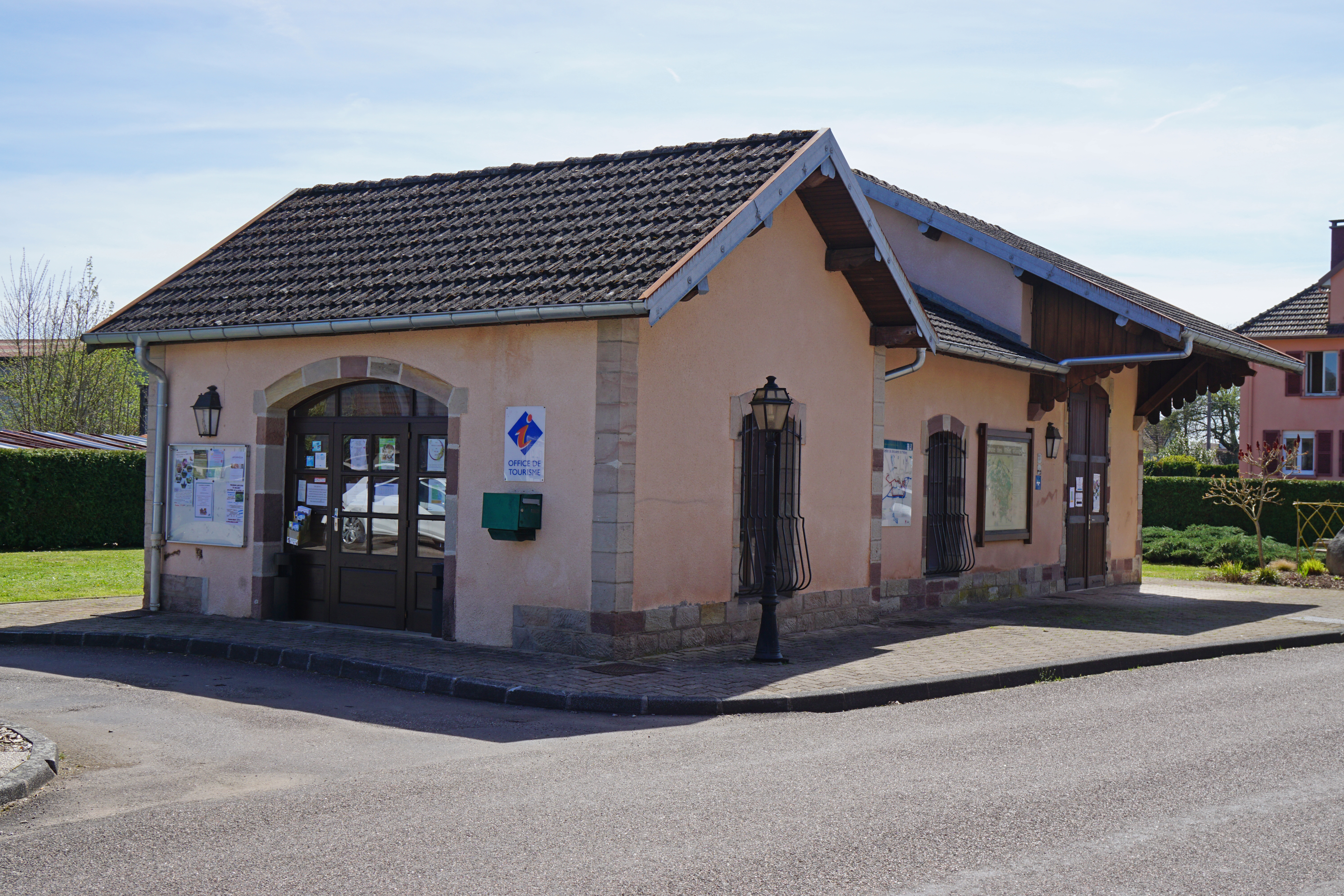
L'office de tourisme.
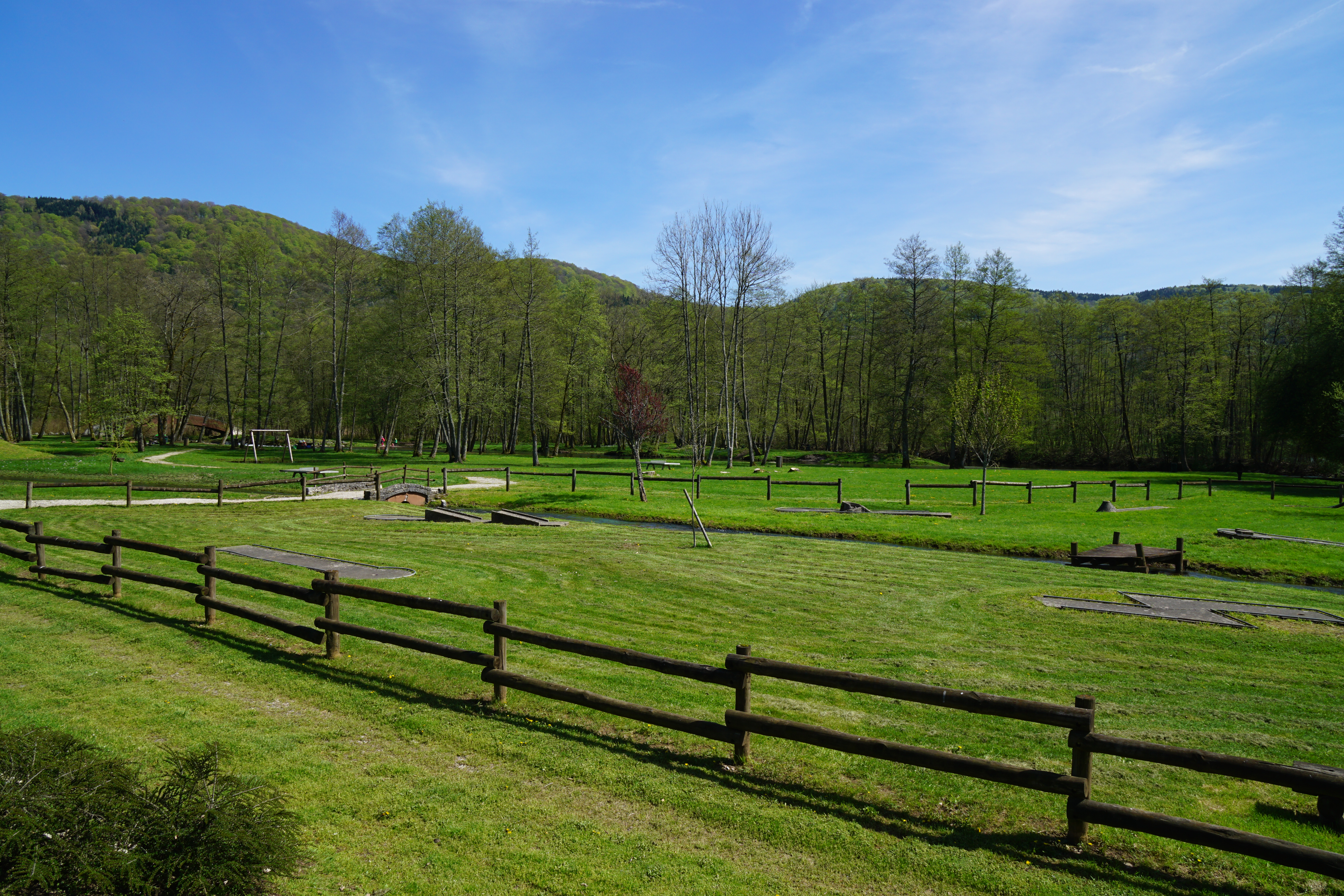
La zone de loisirs de la Praille.
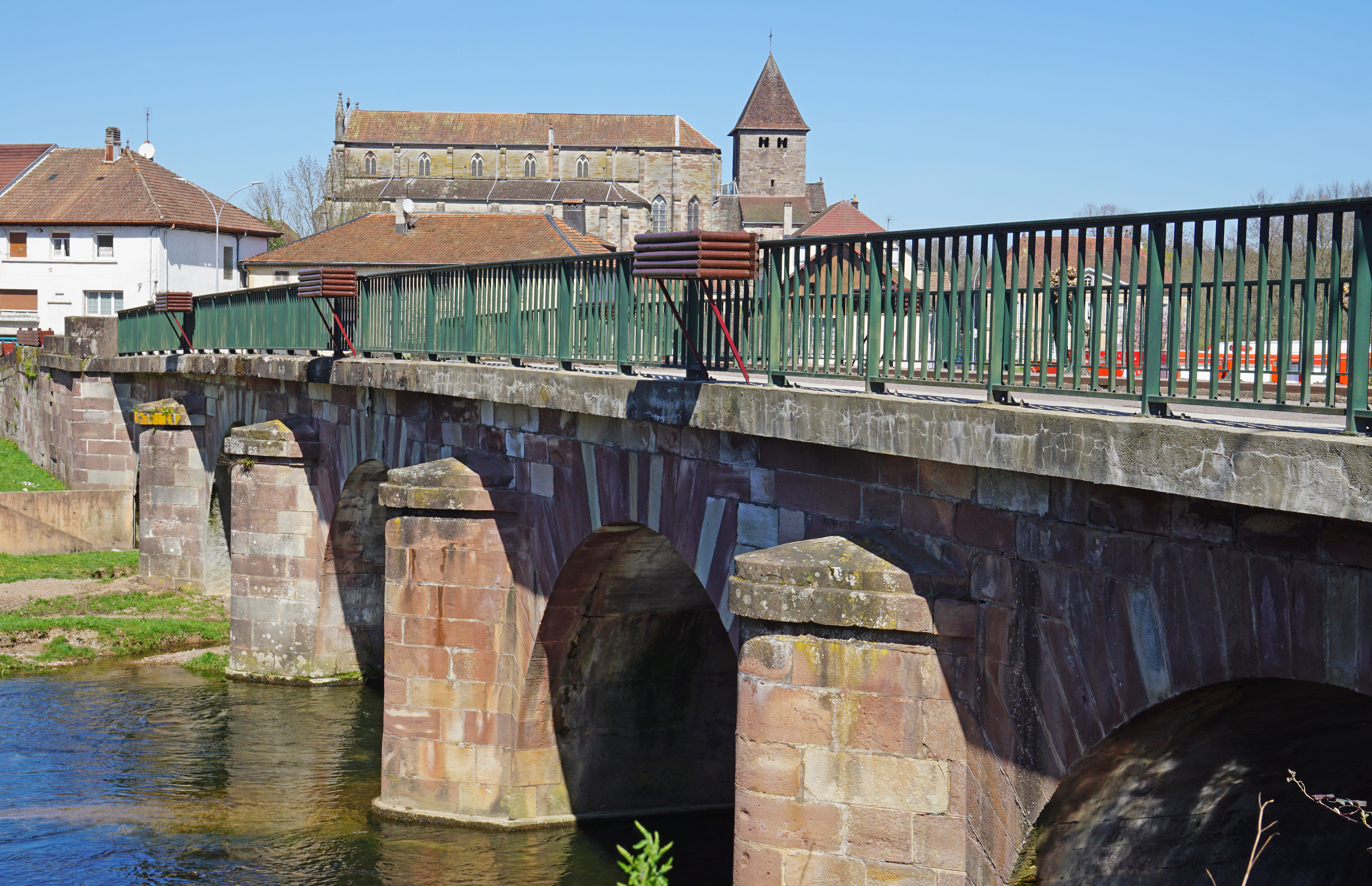
Le pont sur l'Ognon et l'église Saint-Pierre-et-Paul.

En face de la zone de la Praille se trouve un centre équestre proposant des randonnées à cheval.

### Événements
La CCHVO finance le festival Musique et Mémoire. À cette occasion, plusieurs concerts de musique baroque sont proposés dans des églises du territoire (en juillet).
Elle accueille également le festival de randonnée Mille pas aux 1000 étangs d'avril à juin.